# 歡迎愛光臨
《歡迎愛光臨》，改編自小說，2010年中國土豆網自製拍攝的偶像劇。由鄭元暢、李菲兒、裴蓓等人主演。2010年6月9日開拍，2010年10月15日於土豆網首播，華視在2011年8月5日於新時段播出。
2011年土豆網籌拍第二部《歡迎愛光臨2—城市島嶼》，透過與屈臣氏聯合徵選，2011年4月30日總決賽由李納脫穎而出。

## 播出時間

### 首播
| 頻道           | 所在地 | 播映日期       | 播出時間          | 備註                             |
| -------------- | ------ | -------------- | ----------------- | -------------------------------- |
| 土豆網         | 中国   | 2010年10月15日 | 每週五20:00播出   | 每次兩集                         |
| 亞洲電視本港台 | 香港   | 2011年2月6日   | 每星期日22:30播出 | 全稱為《人氣偶像館——歡迎愛光臨》 |
| 華視           | 臺灣   | 2011年8月5日   | 每週五23:40播出   |                                  |

### 重播
| 頻道 | 所在地 | 播映日期      | 播出時間        | 備註 |
| ---- | ------ | ------------- | --------------- | ---- |
| 華視 | 臺灣   | 2011年8月20日 | 每週六15:00播出 |      |

## 演員陣容

### 主要角色
| 演員   | 角色          | 介紹 | 登場 |
| 鄭元暢 | 夏天          | 30歲 時尚攝影師。葉子的男友，被捧為商業攝影天才，但是卻極度渴望自然 自幼生長在美國，由於父母開放式的教育，養成了他放蕩不羈的藝術個性，他嚮往荒野又擁有攝影天賦，他已被時尚媒體圈捧為商業攝影天才，但是卻極度渴望National Geographic的攝影師。夏天自稱是一隻無腳的鳥，喜歡無定感而總在漂泊。他困守在時尚行業裏，不得不每天和名模、明星、經紀人組成的浮華怪圈打交道，但內心渴望簡單生活。夏天因工作與感情的衝突與名模Flora分手，但分手後兩人總像情人又像朋友般的藕斷絲連，直到純真的葉子闖進夏天的生命，夏天才漸漸發現自己內心真正渴望的夢想與愛情其實都來自于最純真的自然。 | 全劇 |
| 李菲兒 | 葉子          | 21歲 便利店店員。對外親切熱情，內心敏感細緻喜歡觀察 ，夏天的女友 來自中國內陸小城市，父親早逝，母親一直不停戀愛結婚導致家庭負債。葉子早早來到大都市打工，為弟弟積攢學費並替母親還債。葉子性格安靜，不停堅持信念而不放棄。葉子乍看似乎不起眼，但她笑容純淨明朗，有種小城市女孩特有的自然清新。她不像都市美女深知自己的美麗，更不懂得避重就輕，自己獨立支撐家庭重擔，她身上有著中國傳統女性的耐心與堅持。葉子總在緘默觀察，內心敏感細緻，很容易捕捉到別人瞬間的情緒變化。母親擔心葉子未來，期待女兒能夠擁有安定生活，因此催促她儘快嫁給同鄉學長王寶強。 每天葉子精神奕奕，梳妝整理帶著愉悅的心情出門，一路上遇見鄰居、相識的人，她總會熱情問候，在便利商店打工的葉子，每天最開心的時光莫過於與客人間的互動，暗自觀察每個客人的喜好與習慣，而便利商店附近徘迴的流浪狗小魯（葉子自己取名），則是葉子來這交的第一位朋友。葉子總會將每天剛過期的麵包收起，固定每天中午趁空檔時間溜出來餵食小魯，小魯成為葉子最忠誠的好朋友，每天聽著葉子聊工作時所觀察到的趣事、新鮮事。 | 全劇 |
| 裴蓓   | 費羅拉(Flora) | 27歲 知名模特兒。夏天女友 兩人被稱為時尚圈“黃金搭檔”，不應為愛放棄事業 夏天女友，兩人被稱為時尚圈“黃金搭檔”。Flora為人自信，為事業打拼多年終於獲得成功。夏天希望兩人放棄事業，Flora卻希望能夠繼續打拼，由此兩人出現矛盾。Flora看到葉子會想起出道前的自己，她記掛夏天但又不願主動低頭，只能默默關心，等待機會。發現夏天愛上葉子，Flora默默傷心，但是很快便被葉子的純淨感動，於是主動關心兩人。 |      |

### 其他角色
| 演員   | 角色   | 介紹 | 登場 |
| 孙坚   | 王寶強 | 28歲。葉子同鄉，在快遞公司(DHL)上班。從小寶強就對葉子有好感，因為常出入便利店與店長有交情，幫葉子在大城市找了一份好工作還幫忙打點住的地方。個性細心體貼，深得葉子媽的欣賞。寶強來到城市一段時間有一定交際能力，同時面對身邊親友又很淳樸。寶強幫助葉子來到城市後，一直默默支持並幫助對方。發現葉子愛上夏天後固然失落，但更擔心葉子會否受騙。得知兩人感情甚篤後，轉而支持。 |      |
| 卜學亮 | 林大成 | 46歲。台灣來大陸創業，人生閱歷豐富，幾次摔倒幾次爬起，從不放棄。他外表滑稽，多嘴，但是內心深處溫暖體貼，在葉子迷茫時店長總會給予指導，有意把葉子培養成下一任店長。 |      |
| 榮蓉   | 葉母   | 葉子母親 |      |
| 小8    | 湯圓圓 | 21歲。便利店的店員。外表樂天自信，號稱戀愛經驗豐富，主動做葉子的愛情軍師，可卻常常出一些餿主意。偉人大大咧咧，做事有些馬虎。 |      |
| 湯夢嬌 | 助理   | 夏天助理 |      |

## 音樂
| 曲序 | 曲目                   |                   | 作曲              | 演唱   |
| ---- | ---------------------- | ----------------- | ----------------- | ------ |
| 1.   | 親愛陌生人（片頭曲）   | 廷廷(Magic Power) | 廷廷(Magic Power) | 丁噹   |
| 2.   | 謝謝你的美好（片尾曲） | 嚴爵              | 嚴爵              | 嚴爵   |
| 3.   | 洋蔥（片尾曲）         | 五月天阿信        | 五月天阿信        | 丁噹   |
| 4.   | 長椅（插曲）           | 吳向飛            | 李冰              | 劉若英 |
| 5.   | 直接（插曲）           | 廖瑩如            | 張起政            | 劉若英 |
| 6.   | 我喜歡，不我愛（插曲） | 嚴爵              | 嚴爵              | 嚴爵   |

## 製作團隊
- 主　創：蘇麗媚(台灣)
- 原　創：小兔子
- 編　劇：孫潔、喬安、三七
- 導　演：柯翰辰(台灣)。副導演謝辰陽(台灣)
- 監　製：陳漢澤
- 製作人：隋愛朋(台灣)
- 岀品人：王微
- 製作公司：土豆網

## 週邊商品
| 年份          | 書名                      | 作者 | 出版社 | ISBN               |
| ------------- | ------------------------- | ---- | ------ | ------------------ |
| 2011年1月26日 | 《歡迎愛光臨 幸福攝影集》 |      |        | ISBN 9789862870020 |

## 外部連結
- 土豆網《歡迎愛光臨》官網 （页面存档备份，存于）
- 《歡迎愛光臨》官方Facebook （页面存档备份，存于）（繁體中文）
- 《歡迎愛光臨》官方部落格 （页面存档备份，存于）（繁體中文）
- 華視《歡迎愛光臨》官網 （页面存档备份，存于）（繁體中文）

## 作品的變遷
| 新加坡 星和都會台 每週一至週五 22:00 - 23:00 | 新加坡 星和都會台 每週一至週五 22:00 - 23:00 | 新加坡 星和都會台 每週一至週五 22:00 - 23:00 |
| -------------------------------------------- | -------------------------------------------- | -------------------------------------------- |
|                                              | 歡迎愛光臨 （2011.04.11 - 2011.04.21）       |                                              |
| —                                            | 國民英雄 （2011.04.25 - 2011.06.06）         |                                              |
| 華視 每週五 23:40 - 00:40                    |                                              |                                              |
| 新還珠格格(重播)                             | 歡迎愛光臨 （2011.08.05 - 2011.09.30）       | 新一簾幽夢(重播)                             |